# Evelina Settlin
Evelina Settlin (5 giugno 1992) è una fondista svedese.

## Biografia
La Settlin, attiva in gare FIS dal novembre del 2008, ha esordito in Coppa del Mondo il 7 marzo 2012 a Drammen (47ª) e ha colto il suo primo podio nella staffetta di Ulricehamn del 27 gennaio 2019 (2ª). Ai Mondiali di Seefeld in Tirol 2019, suo esordio iridato, è stata 13ª nello skiathlon.

## Palmarès

### Mondiali juniores
- 2 medaglie:
  - 2 argenti (sprint, staffetta a Erzurum 2012)

### Coppa del Mondo
- Miglior piazzamento in classifica generale: 24ª nel 2019
- 3 podi (a squadre):
  - 1 secondo posto
  - 2 terzi posti